# Matt Servitto
Matt Servitto (Teaneck, 7 aprile 1965) è un attore statunitense.
Diplomatosi alla Juilliard School di New York, svolge l'attività di caratterista soprattutto in televisione, dove ha interpretato molti ruoli in diverse serie televisive. La sua lunga carriera, iniziata sul finire degli anni ottanta nella soap opera La valle dei pini, vede dozzine di partecipazioni a produzioni importanti e minori.
Tra i personaggi ricorrenti, lo si ricorda soprattutto per il ruolo dell'agente Dwight Harris ne I Soprano (The Sopranos), ruolo per il quale ha vinto un Screen Actors Guild Awards nel 2007, e dell'avv. Donatello in Brotherhood - Legami di sangue.
Poche finora le apparizioni sul grande schermo: saltuariamente svolge attività di doppiatore.

## Premi e riconoscimenti
- 1 Screen Actors Guild Awards 2007, all'intero cast de I Soprano.

## Filmografia parziale

### Cinema
- Beautiful Ohio, regia di Chad Lowe (2006)
- Sapori e dissapori (No reservations), regia di Scott Hicks (2007)
- Amore a mille... miglia, regia di Nanette Burstein (2010)
- Vox Lux, regia di Brady Corbet (2018)
- The Alto Knights - I due volti del crimine (The Alto Knights), regia di Barry Levinson (2025)

### Televisione
- La valle dei pini (All My Children) – serial TV, 11 puntate (1989-1990)
- Sex and the City – serie TV, episodio 5x02 (2002)
- I Soprano (The Sopranos) – serie TV, 27 episodi (1999-2007) - agente Dwight Harris
- Brotherhood - Legami di sangue (Brotherhood) – serie TV, 15 episodi (2006-2008)
- The Good Wife – serie TV, episodio 1x08 (2009)
- Royal Pains – serie TV, episodio 2x13 (2011)
- Person of Interest – serie TV, episodio 1x06 (2011)
- Prime Suspect - serie TV, episodio 1x11 (2011)
- Harry's Law – serie TV, 7 episodi (2011-2012)
- Grey's Anatomy – serie TV, episodio 8x14 (2012)
- The Mentalist - serie TV, episodio 5x18 (2013)
- Alpha House - serie TV, episodio
- Your Pretty Face Is Going to Hell - serie TV, 31 episodi (2013-oggi)
- Banshee - La città del male (Banshee) – serie TV, 38 episodi (2013-2016)
- NCIS: New Orleans - serie TV, 6 episodi (2017-2018)
- Billions – serie TV, 14 episodi (2017-2023)
- Homeland - Caccia alla spia (Homeland) – serie TV, episodi 7x02-7x03-7x04 (2018)

## Doppiatori italiani
Nelle versioni in italiano delle opere in cui ha recitato, Matt Servitto è stato doppiato da:
- Gerolamo Alchieri in Royal Pains, Billions
- Saverio Indrio in Elementary, Bull
- Roberto Draghetti ne I Soprano
- Danilo Bruni in Law & Order: Criminal Intent (ep. 1x08)
- Domenico Brioschi in Law & Order: Criminal Intent (ep. 4x14)
- Natale Ciravolo in Brotherhood - Legami di sangue (ridoppiaggio)
- Stefano Mondini in The Good Wife
- Paolo Marchese in Prime Suspect
- Lucio Saccone in Suits
- Gaetano Lizzio in Unforgettable
- Antonio Palumbo in Amore a mille... miglia
- Mario Bombardieri in Grey's Anatomy
- Pasquale Anselmo in Banshee - La città del male
- Marco Mete in The Mentalist
- Raffaele Palmieri in The Blacklist
- Roberto Fidecaro in NCIS: New Orleans
- Stefano Thermes in Vox Lux
- Stefano Alessandroni in Homeland - Caccia alla spia
- Roberto Certomà in Blue Bloods